# Final Fantasy XIV: A Realm Reborn
Final Fantasy XIV: A Realm Reborn (jap. ファイナルファンタジーXIV: 新生エオルゼア Fainaru Fantajī Fōtīn: Shinsei Eoruzea; dosł. Final Fantasy XIV: Odrodzenie Eorzei) – gra komputerowa z gatunku MMORPG wydana przez Square Enix w 2013 roku na platformy PlayStation 3, PlayStation 4 oraz komputery z systemem operacyjnym Windows. Oryginalny tytuł, Final Fantasy XIV wydany w 2010 roku spotkał się z negatywnym odbiorem, a Square Enix postanowiło stworzyć nową grę przez inny zespół deweloperski. Początkowo nazywana „Version 2.0” gra otrzymała nowy silnik, fabułę i ulepszony system serwerów do gry.
Akcja gry ma miejsce na fikcyjnym kontynencie Eorzea (jap. エオルゼア Eoruzea) znajdującym się w świecie zwanym Hydaelyn. Po wydarzeniach opisanych w Final Fantasy XIV smok Bahamut ucieka ze swego więzienia w sztucznym księżycu rozpoczynając Siódmą erę ciemności (ang. Seventh Umbral Era) co niszczy większość znanego świata. Dzięki błogosławieństwu bogów, gracz przenosi się pięć lat w przyszłość unikając zagłady. Eorzea jest odbudowywana, a gracz musi stawić czoła zagrożeniu ze strony imperium Garlean znajdującego się na północy.
Pierwszy dodatek do gry zatytułowany Final Fantasy XIV: Heavensward wydano w 2015 roku.